# Hans Heinrich Egeberg
Hans Heinrich Egeberg (26. april 1877 i Slagelse-1921) var en dansk bryder medlem af Brydeklubben Hermod i Købehavn, som vandt to verdensmesterskaber, i 1907 og 1908, i 100 kg-klassen. Han rejste til USA og blev professionel i 1904. Han holdt dog ikke længe som professionel bryder, da han ikke kunne leve med de arrangerede kampe, der var ret almindelige, på den tid. Egeberg deltog også i professionel brydning i Danmark fra 1910 i Cirkus Bech-Olsens brydetrup, senere som medlem af en cirkus forestilling hvor han kæmpede mod en tre år gammel tyr. 